# Escuela Suiza de Barcelona
La Escuela Suiza de Barcelona (en alemán: Schweizerschule Barcelona), o ESB por sus siglas, es un instituto de educación infantil, primaria, secundaria y de bachillerato ubicado en la ciudad de Barcelona (Cataluña), España. Fue el primer centro docente en España en conceder la titulación suiza de bachillerato académico (Matura).
Actualmente forma parte de la Asociación de Colegios Internacionales de Barcelona (BISA).

## Concepto
La escuela se define como escuela multicultural, cuyo modelo educativo se fundamenta en los principios de la pedagogía suiza, y la «convivencia armónica y respetuosa» de las culturas suiza, española y catalana. Su programa está reglado por la Asociación Suiza de Formación en el Extranjero (educationsuisse) y patrocinado por el cantón de Berna. Al graduarse, los alumnos de la ESB obtienen una doble titulación suiza-española, que consiste tanto del bachillerato español como de la Matura suiza (equivalente al bachillerato y la selectividad a la vez).

## Historia

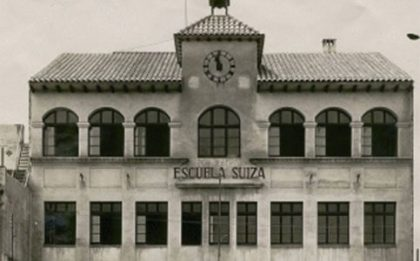
La Escuela Suiza de Barcelona en los años 1920

En 1919 se constituye la Societé de l’Ecole Suisse de Barcelona, y unos meses más tarde, el 9 de octubre de 1920, se funda en la calle Buscarons 17 la Escuela Suiza de Barcelona. Su primera promoción contaba con 13 escolares, y ya desde sus comienzos se hizo hincapié en la diversidad de nacionalidades y la igualdad de oportunidades.
En 1924 trasladó sus instalaciones a la calle Alfonso XII, su sede actual, con 145 alumnos de 13 nacionalidades diferentes. En los años 1930 se introdujo el catalán en el programa escolar, aunque la escuela permanecería cerrada durante la guerra civil española.
En 1967, una nueva ley federal suiza concedió a la ESB recursos para las mejoras de sus instalaciones, culminando en el estreno de un nuevo edificio. En las décadas de 1980 y de los 1990 obtuvo el reconocimiento de escuela internacional, tanto de las autoridades españolas como de la Generalidad de Cataluña y la ciudad de Barcelona. En 1993 se realizaron los primeros exámenes para la Matura suiza, siendo la primera vez que dicho título fuera concedido en España.
A principios del nuevo milenio se creó la Escuela de Padres y se inauguró el nuevo edificio del instituto. En 2005 comenzaron las obras de derribo del antiguo edificio y en 2007 se inauguró un moderno edificio en su lugar, con talleres para la enseñanza artística, modernos laboratorios, aulas con soporte informático y un amplio espacio de recreo en la azotea.

## Enfoque lingüístico
Los alumnos de la ESB aprenden un total de cinco idiomas: alemán (la lengua vehicular principal), español, catalán, inglés y francés como idioma complementario. Adicionalmente, la ESB colabora con escuelas internacionales en Suiza y Estados Unidos, ofreciendo a los alumnos de clases superiores programas internacionales de intercambio escolar. A partir de los estudios de primaria y adelante, la admisión a la escuela requiere conocimientos del idioma alemán.

## Graduados destacados
Entre los graduados de la Escuela Suiza se encuentran los empresarios Víctor Grifols y Joël Jean-Mairet.